# Rheinböllen (Verbandsgemeinde)
Rheinböllen est une Verbandsgemeinde (collectivité territoriale) de l'arrondissement de Rhin-Hunsrück dans la Rhénanie-Palatinat en Allemagne. Le siège de cette Verbandsgemeinde est dans la ville de Rheinböllen.
La Verbandsgemeinde de Rheinböllen consiste en cette liste d'Ortsgemeinden (municipalités locales):

Localisation du Verbandsgemeinde de Rheinböllen dans l'arrondissement de Rhin-Hunsrück

1. Argenthal
2. Benzweiler
3. Dichtelbach
4. Ellern (Hunsrück)
5. Erbach
6. Kisselbach
7. Liebshausen
8. Mörschbach
9. Rheinböllen
10. Riesweiler
11. Schnorbach
12. Steinbach